# Tephritis brachyura
Tephritis brachyura
 es una especie de insecto díptero del género Tephritis, familia Tephritidae. Friedrich Hermann Loew la describió en 1869.
Se encuentra en Ucrania, el sur de Rusia, Irán y China.